# Plaza Lope de Vega

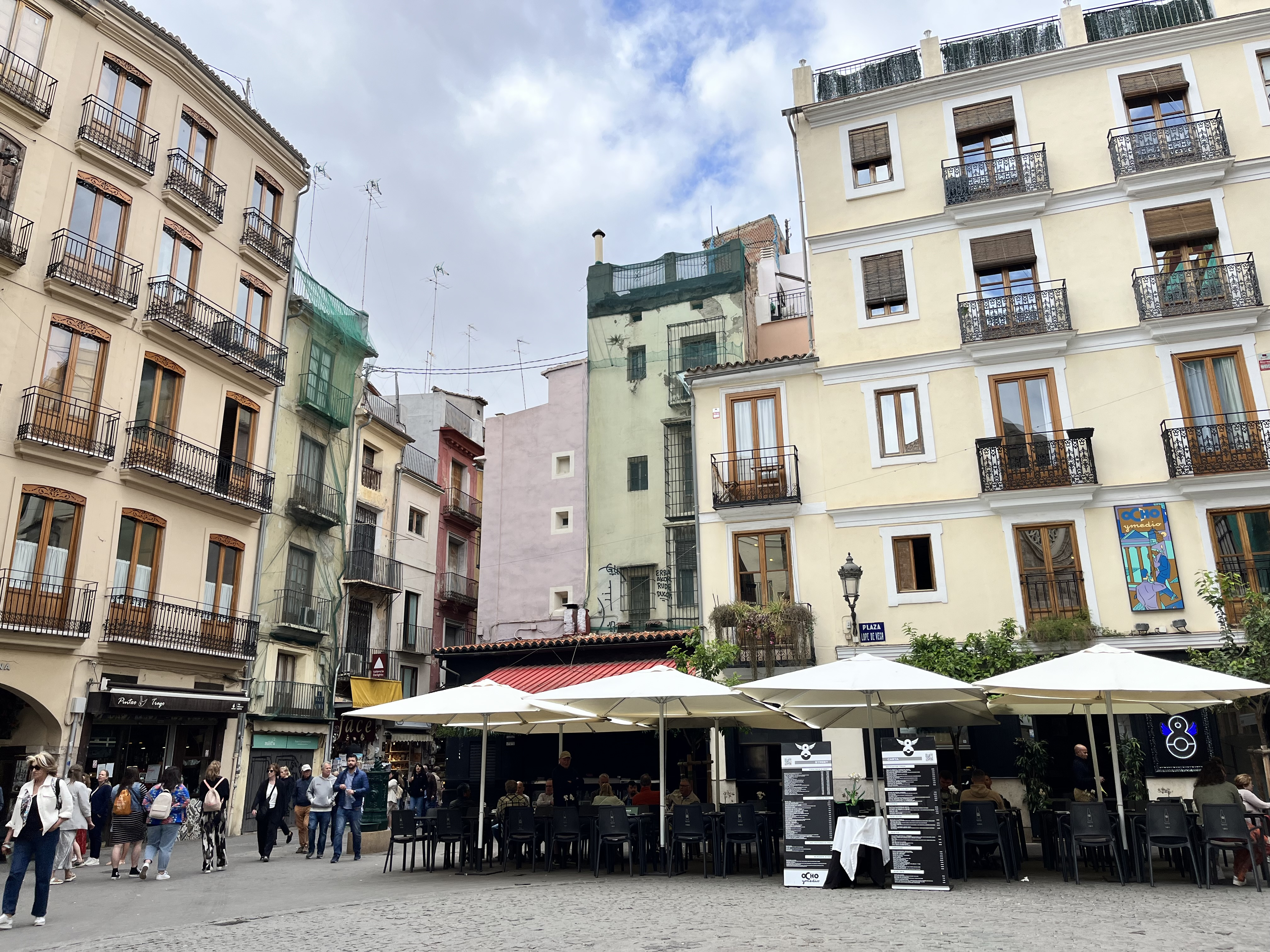
Plaza Lope de Vega, al lado de la Plaza Redonda y la Iglesia de Santa Catalina

La plaza Lope de Vega es una plaza situada en la ciudad de Valencia, a la que se accede desde las diferentes calles del: Trench, Martin Mengod, Sombrerería y Virgen de la Paz. Está presidida por la fachada barroca y rosetón de la Iglesia de Santa Catalina S. XIII.

## Historia
Antiguamente perteneció al cuartel y distrito del Mercado y recibió el nombre de Plaza de las Yerbas. Después pasó a denominarse la Plaza de la Pescadería que desde 1668 ocupaba lo que hoy en día es "el clot", la actual Plaza Redonda. Junto a ella hay una lápida escrita en latín que recuerda a los valencianos que en 1276 estuvo el primer establecimiento de venta de pescados gracias a Jaume I.
La plaza era el lugar de la "llotgeta del mustasaf", donde el  funcionario medieval establecía sesiones para hacer justicia y comprobaba la calidad de los huevos que se vendíanPor el setecientos en esta plaza de las Yerbas o "dels Caps", se arrendaban las cestas y sillas que usaban los vendedores. Y en una planta baja de la plaza, a la altura número 7, habían establecimientos donde se trituraba toda clase de granos y donde se expedían arroces y una gran variedad de harinas.
En 1917 y en motivo de la desaparición de la calle que se llamaba Lope de Vega,  la comisión de estadística del ayuntamiento decidió cambiarle el nombre a la plaza por el que conocemos actualmente. Una plaza que rinde homenaje al "Fenix de los Ingenios", Lope de Vega, personaje muy vinculado a la ciudad de Valencia.
En esta plaza podemos encontrar el edificio más estrecho de Europa, "La estrecha" y los pilones de piedra que se encuentran alrededor de la Plaza Redonda son los mismos que hace siglos sirvieron para delimitar la judería.